# St. Anna (Most)

St. Anna in Brüx

Innenraum

Die evangelische Kirche St. Anna (tschechisch evangelický kostel sv. Anny) war ein nachmittelalterliches Kirchengebäude in Most (deutsch Brüx), einer Stadt im Norden der Tschechischen Republik. Das Bauwerk wurde 1979 im Zuge des Braunkohleabbaus niedergelegt.

## Geschichte
Eine um 1520 zunächst in Holz errichtete Friedhofskirche brannte 1583 ab und wurde zwischen 1610 und 1612 wieder aufgebaut. Sie wurde im Zuge der Kirchenreform des Josephinismus 1785 geschlossen und 1878, nachdem das Protestantenpatent von 1861 durch Kaiser Franz Joseph I. im Habsburgerreich die Gleichstellung des Protestantismus mit der katholischen Konfession bewirkte, der neugegründeten evangelischen Gemeinde überlassen, die in den folgenden Jahren einen Umbau im neugotischen Stil durchführte. 1908 wurde sie zur evangelischen Pfarrkirche erhoben.
Mit der Vertreibung der Deutschen aus der Tschechoslowakei wurde die Kirche 1945 der Evangelischen Kirche der Böhmischen Brüder, 1958 schließlich der Tschechoslowakischen Hussitischen Kirche überlassen, die sie bis 1963 nutzte, danach blieb sie ungenutzt. 1978 wurde die Kirche zugunsten des Nordböhmischen Braunkohlebergbaus verkauft und im darauffolgenden Jahr abgebrochen. 

## Architektur
Die ehemals am Rand der Brüxer Altstadt gelegene Kirche war eine in den Formen der Nachgotik des frühen 17. Jahrhunderts errichtete Saalkirche mit fünfseitig geschlossenem Altarhaus. Gegen Ende des 19. Jahrhunderts erfolgte der ostseitige Anbau einer Sakristei sowie eines spitzhelmbekrönten Turms. Der Kirchenraum war von einem in Holz gearbeiteten Rippengewölbe überdeckt.